# Logis de la Fontaine Orin
Le Logis de la Fontaine Orin est un édifice situé à Mortrée, en France.

## Localisation
Le monument est situé dans le département français de l'Orne, à 2,5 km au nord-est du bourg de Mortrée.

## Architecture
Les façades et toitures du logis et son escalier à vis intérieur sont inscrits au titre des Monuments historiques depuis le 14 mars 1995.